# Antonio Francini
Antonio Francini (Montevarchi, dopo il 1480 – 1537) è stato un latinista e grecista italiano.
Pur disponendo di scarse notizie sui suoi studi, si presume che, sin da giovane, abbia raggiunto una notevole competenza nella lingua latina e greca: dagli inizi del XVI secolo lavorò, infatti, come precettore presso illustri famiglie fiorentine.

Collaboratore dei fratelli Filippo e Bernardo Giunti dal 1515, pur continuando l'attività di insegnante, curò l'edizione di numerose opere di autori della letteratura greca, quali Aristotele, Euripide, Sofocle, Luciano  e latina come Svetonio, Virgilio, Ovidio.
 
L'ultima notizia su Francini che ci sia pervenuta risale al 1537, quando preparò un'edizione complessiva delle opere di Omero. In una lettera dell'editore Bernardo Giunti del 28 aprile 1537 viene annunciata la sua scomparsa.